# Lista de lordes da Irlanda
O Senhorio da Irlanda e o título de Lorde da Irlanda (ou Senhor da Irlanda) foram criados pelo rei Henrique II de Inglaterra em 1171. O título deixou de existir em 1541, quando Henrique VIII de Inglaterra proclama a criação do Reino da Irlanda.

## Lista de Lordes da Irlanda (1171-1541)
- Henrique II de Inglaterra (1171-1177)
- João de Inglaterra (1177-1216)
- Henrique III de Inglaterra (1216-1272)
- Eduardo I de Inglaterra (1272-1307)
- Eduardo II de Inglaterra (1307-1327)
- Eduardo III de Inglaterra (1327-1377)
- Ricardo II de Inglaterra (1377-1399)
- Henrique IV de Inglaterra (1399-1413)
- Henrique V de Inglaterra (1413-1422)
- Henrique VI de Inglaterra (1422-1461)
- Eduardo IV de Inglaterra (1461-1483)
- Eduardo V de Inglaterra (1483)
- Ricardo III de Inglaterra (1483-1485)
- Henrique VII de Inglaterra (1485-1509)
- Henrique VIII de Inglaterra (1509-1541)

A lista continua com os Reis da Irlanda. 